# Catharus

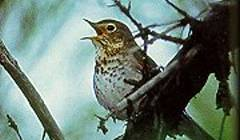
Catharus ustulatus, Zorzalito de Swainson.

Catharus (zorzalitos) es un género de aves de la familia Turdidae de los zorzales y tordos del norte. Contiene a los pequeños zorzales, la mayoría migratorios, insectívoros u omnívoros de América. Su pariente más cercano es el Zorzalito Maculado del género monotípico Hylocichla (Winker & Pruett, 2006) el que a veces es incluido dentro de Catharus.
Éstas son aves principalmente de bosques que tienen grandes ojos, pico recto y delgado y voces aflautadas.
Este es un género típico de túrdidos americanos, aunque representantes de otros géneros, tales como los verdaderos tordos, Turdus, también se encuentran en la región.

## Taxonomía
Hay especies en Catharus que son migratorias y otras que son aves residentes permanentes. Fueron a veces separadas por esto y por caracteres morfológicos, en el grupo de las migrantes se incluía también al zorzalito maculado. La comparación de datos de secuencias de ADN mitocóndricos del citocromo b y la subunidad 2 de la NADH deshidrogenasa así como de ADN nuclear del intrón 7 del Beta-fibrinógeno indican que esto es incorrecto (Winker & Pruett, 2006).
Debido a los requerimientos adaptativos de los estilos de vida de migrantes a largas distancias adquiridos independientemente, varias semejanzas entre especies supuestamente relacionadas son en realidad debidas a evolución convergente. Parece que el género se originó en ecosistemas de bosques tropicales o subtropicales del norte de Centroamérica, que cada cierto tiempo divergieron especies para asentarse en regiones más norteñas, encontrándose ellas subsecuentemente obligadas a migrar en invierno al sur hacia hábitats más ricos en alimentos. La más antigua de estas divergencias norteñas fue probablemente el Zorzalito de Swainson, y el más reciente el complejo de especies crípticas fuscescens-minimus-bicknelli.
Los zorzalitos no migratorios también son parafiléticos. Mientras el grupo aurantiirostris-fuscater/mexicanus-dryas forma de hecho un linaje distinto, que vive probablemente cerca del centro de origen del género, el zorzalito piquipardo es el más cercano del zorzalito colirrufo. El zorzalito de Frantzius es cercano al complejo de especies fuscescens-minimus-bicknelli, mientras que el zorzalito piquinegro es bastante cercano a ambos linajes migratorios y no migratorios. El zorzalito de Swainson no tiene parientes cercanos vivientes.
Las especies son:
- Catharus arcanus Halley, Catanach, Klicka & Weckstein, 2023[2] - zorzalito del Darién.
- Catharus aurantiirostris (Hartlaub, 1850) - zorzalito piquigualdo
- Catharus bicknelli (Ridgway, 1882) - zorzalito de Bicknell.
- Catharus berlepschi Lawrence, 1888[2] - zorzalito transandino.
- Catharus dryas (Gould, 1855) - zorzalito overo.
- Catharus frantzii  Cabanis, 1861 - zorzalito de Frantzius.
- Catharus fuscater (Lafresnaye, 1845)[2] - zorzalito sombrío.
- Catharus fuscescens (Stephens, 1817) - zorzalito rojizo.
- Catharus gracilirostris  Salvin, 1865 - zorzalito piquinegro.
- Catharus guttatus (Pallas, 1811) - zorzalito colirrufo.
- Catharus hellmayri Berlepsch, 1902[2] - zorzalito de Talamanca.
- Catharus maculatus (Sclater, 1858) - zorzalito pecho amarilo sudamericano.
- Catharus mentalis Sclater & Salvin, 1876[2] - zorzalito de Cochabamba.

- Catharus mexicanus (Bonaparte, 1856) - zorzalito cabecinegro.
- Catharus minimus (Lafresnaye, 1848) - zorzalito carigrís.
- Catharus mirabilis Nelson, 1912[2] -  zorzalito pirreño.
- Catharus occidentalis  Sclater, 1859 - zorzalito piquipardo.
- Catharus opertaneus Wetmore, 1955[2] - zorzalito de Antioquia.
- Catharus ustulatus (Nuttall, 1840) - zorzalito de Swainson.